# Tanygnathus sumatranus
Tanygnathus sumatranus là một loài chim trong họ Psittacidae.